# Saichania
Saichania ("den vackra") var en bepansrad dinosaurie som levde i Mongoliet i slutet av krita för omkring 80 miljoner år sedan. Släktingar var bland annat Ankylosaurus från Nordamerika och Tarchia, också från Mongoliet.

## Beskrivning

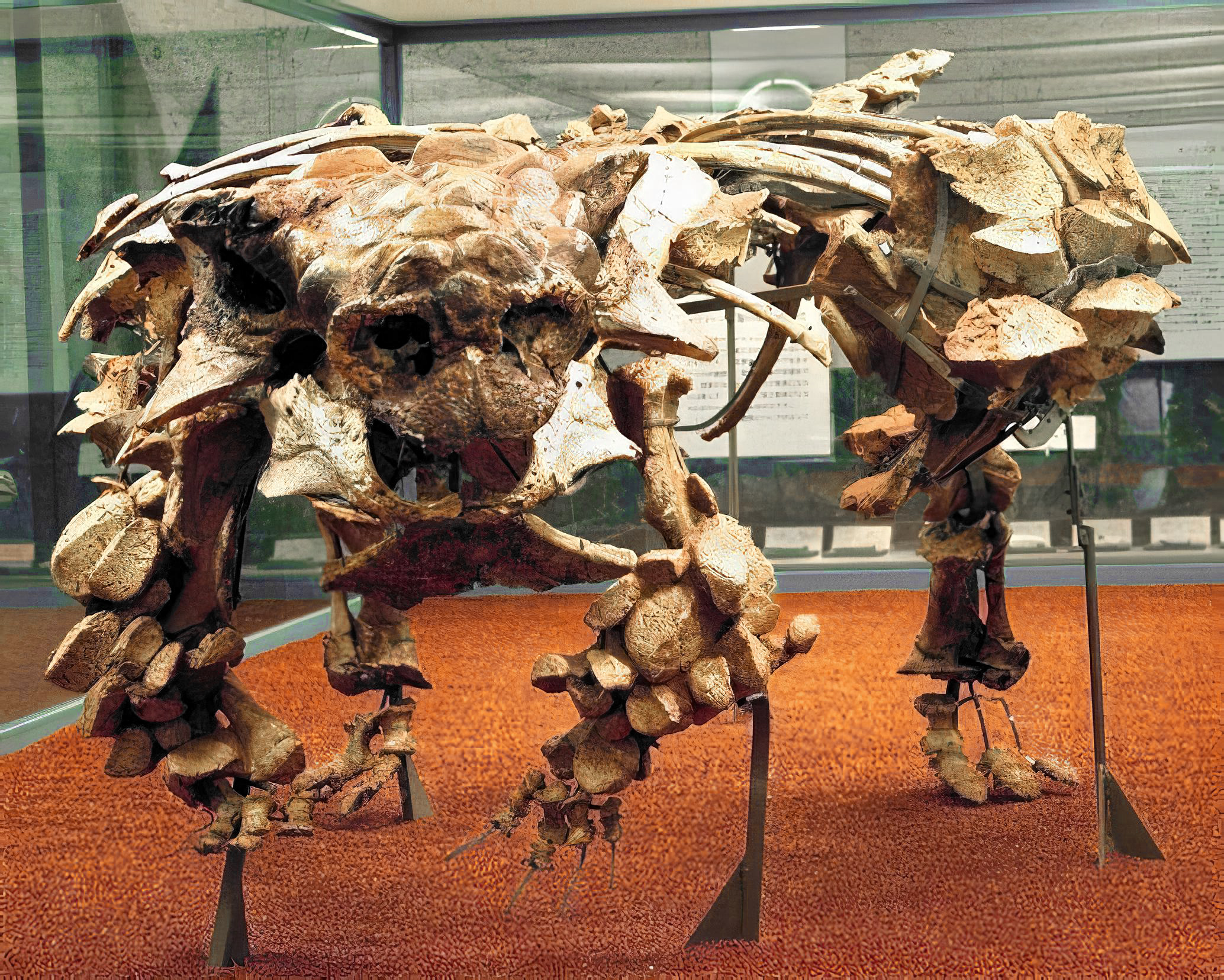
Saichania-skelett.

Saichania var storvuxen, och en väldigt typisk ankylosaurid som blev 4-7 meter lång från nos till svans, som slutade i en tung benklubba som användes som vapen mot angripare (Tarbosaurus till exempel). Saichania var väldigt bred över ryggen, vilket säkert gjorde den svår att välta. Sidorna av magen hade dessutom ett pansar med piggar som troligen skyddade den mot rovdjur som Velociraptor. Den var också bepansrad på ryggen och frambenen.

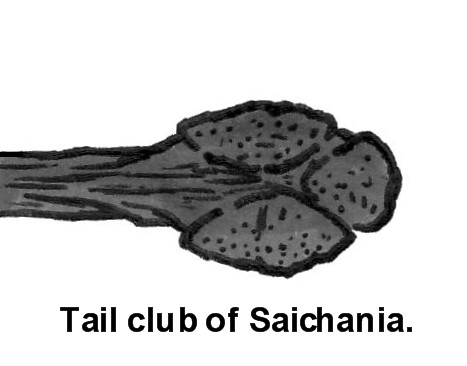
Illustration av en Saichania-svansklubba.